# Жиче (Словенске Коњице)
Жиче (словен. Žiče) је насељено место у општини Словенске Коњице, Савињска регија, Словенија.

## Историја
До територијалне реорганизације у Словенији било је у саставу старе општине Словенске Коњице.

## Становништво
У попису становништва из 2011. године, Жиче је имало 568 становника.
| Број становника према пописима | Број становника према пописима | Број становника према пописима |
| ------------------------------ | ------------------------------ | ------------------------------ |
| 1991                           | 2002                           | 2011                           |
| 510                            | 520                            | 568                            |

Напомена: Године 2007. извршена је мања размена територија између насеља Дража вас и Жиче.

## Галерија
- панорама
- сеоске куће